# 이색극장 두 남자 이야기
《이색극장 두 남자 이야기》는 한국방송공사의 KBS 2TV에서 방영했던 우리들의 정서적 고향인 농촌을 배경으로 하여 전통적 가족애가 살아있고 누구나 공감할 수 있는 보편적 재미와 진솔한 감동이 있는 건강한 웃음을 주고자 하는 화요일 저녁 시트콤이다.
- 한편, 이영자가 고정 배역 물망에 한때 거론됐으나[1] 내부 반발로 무산됐으며 개그맨이 출연해 짧은 두 편의 드라마를 엮어가는 포맷과 출연진 구성이 MBC 테마게임과 비슷하다는 지적[2]을 사 1년을 넘기지 못했다.

## 프로그램 소개
- 이색극장 두 남자 이야기의 화려한 대 변신!! 기존의 단막극장 형식을 과감히 탈피한 이색극장 두 남자이야기는 탄탄한 연기력을 바탕으로 한 새로운 시트콤 형식으로 여러분 곁을 찾아갑니다.
- 조형기, 길용우, 김인문, 양미경, 금보라, 인기가수 자두 등 초호화 출연진과 함께 새롭게 변신한 이색극장 두 남자 이야기!! 따뜻한 가족애와 진솔한 감동이 있는 건강한 웃음 폭탄 이색극장 두 남 자 이야기는 매주 화요일 저녁 여러분에게 새로운 웃음을 선사합니다!

## 기획의도
- 본 시트콤에서는 우리들의 정서적 고향인 농촌을 배경으로 하여 전통적 가족애가 살아있고 누구나 공감할 수 있는 보편적 재미와 진솔한 감동이 있는 건강한 웃음을 주고자 한다.
- 서울 근교의 한 농촌, 사고뭉치 가장 조형기와 아내 금보라, 세 자녀로 이루어진 단란한 한 가정이 있는데, 어느날 서울에서 형기의 고향친구인 길용우, 양미경 가족이 이사 오면서 다양한 이야기가 펼쳐진다.
- 토속적 정취가 우러나는 농촌을 배경으로 한 본 시트콤은 도시와 농촌간의 문화적 거리감을 좁혀 시청자들에게 과거의 향수를 자극하고 생생한 인물묘사와 경쾌하고 코믹한 터치의 사건전개로 잔잔한 감동이 있는 웃음을 유발시킨다.

## 1기 출연진
- 2002년 4월 2일 ~ 2002년 7월 2일

- 강성범
- 심현섭
- 김대희
- 이태식
- 황승환
- 이병진
- 김상태

## 2기 출연진
- 2002년 7월 9일 ~ 2002년 10월 22일

- 길용우
- 조형기
- 김인문
- 금보라
- 양미경
- 이재포
- 장신영 : 조금순 역
- 김덕은 : 조은순 역
- 이현호 : 조옥동 역
- 연정훈 : 길소월 역
- 박준형
- 황승환